# Adolf Stoltze

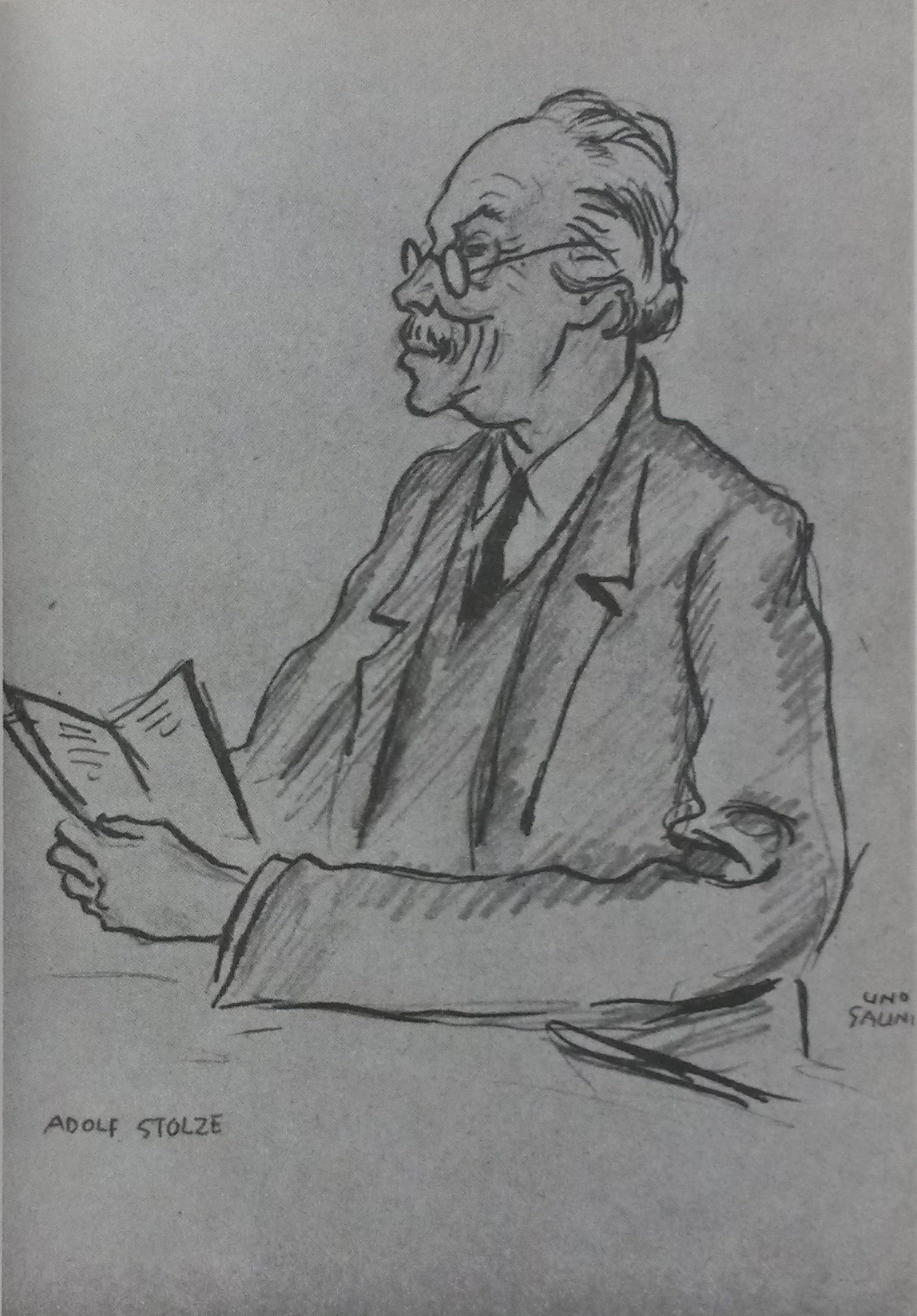
Karikatur von Adolf Stoltze von Lino Salini

Carl Adolph Stoltze (* 10. Juni 1842 in Mainz als Carl Adolph Retting; † 19. April 1933 in Frankfurt am Main) war Journalist und Schriftsteller in Frankfurt am Main.

## Leben
Adolf Stoltze war der Sohn des Frankfurter Dichters und Verlegers Friedrich Stoltze und dessen Geliebter Maria Christina Retting (1816 bis 1843). Maria Christina Retting war die Tochter eines Buchbindermeisters, der ihr Liebesverhältnis mit einem Demokraten nicht dulden wollte. Sie musste ihr Kind deshalb heimlich zur Welt bringen und gab es zu Pflegeeltern nach Enkheim. Adolf Stoltze führte bis zu seinem 22. Lebensjahr den Namen Carl Adolph Retting.
Nach dem frühen Tod seiner Mutter kam er in die Obhut seiner Großmutter Anna Maria Stoltze (1789 bis 1868). Bereits als Junge wollte er Dichter werden und für die Bühne schreiben. Sein Vater gab ihn jedoch nach der Konfirmation in die Lehre als Uhrmacher, nach einem Jahr wechselte er zu dem Feinmechanikermeister J.W. Albert. Stoltze war 1860 durch seinen Meister Teilnehmer an den ersten Experimenten mit der Telefonie, die Philipp Reis im Physikalischen Verein anstellte.
Während seiner Lehrzeit wurde Stoltze Mitglied des Arbeiter-Bildungsvereins. Für eine vereinsinterne Weihnachtsfeier der Frankfurter Turngemeinde Eintracht, die er mitbegründet hatte, verfasste er 1861 sein erstes Festspiel Germanias Trost.
Seine beiden ersten Dramen – König Hiarne von 1861 und Ferdinand Schill (1863) – kamen beim Publikum in öffentlichen Vorlesungen gut an. Daraufhin beschloss Stoltze, künftig als freier Schriftsteller zu arbeiten. Er heiratete 1864 seine Jugendliebe Luise Mannberger (1844 bis 1924) und gründete das Erste Frankfurter Annoncenblatt, das sich ähnlich wie heutige Anzeigenblätter durch Inserate finanzierte. Eine behördliche Anordnung zwang ihn aber, das Blatt bald wieder einzustellen. Stoltze lebte daraufhin einige Jahre als Journalist in München und Wien. 1871 kehrte er auf Drängen seiner Großmutter in das inzwischen von Preußen annektierte Frankfurt zurück. Als Herausgeber der satirischen Wochenzeitschrift Die Schnaken (1872–1881) hatte der „junge Stoltze“ endlich auch wirtschaftlichen Erfolg. Bis 1887 ließ er rund 40 sogenannte Krebbelzeitungen erscheinen, kleine Festschriften zu unterschiedlichen Gelegenheiten, z. B. zur Eröffnung des neuen Opernhauses 1880. 1878 veröffentlichte er seinen ersten Gedichtband Kraut und Rüben.
Trotz der Erfolge als Journalist blieb sein eigentliches Ziel, als Bühnendichter Anerkennung zu finden. Sein am 19. März 1884 uraufgeführtes Theaterstück Eine gute Partie fiel beim Publikum jedoch durch. Es dauerte drei Jahre, bis er ein weiteres Stück bei der Frankfurter Intendanz platzieren konnte. Das Schauspiel Alt-Frankfurt, ein abendfüllender Schwank in Frankfurter Mundart, wurde bei seiner Uraufführung am 31. Dezember 1887 vom Publikum stürmisch gefeiert. Es brachte Stoltze den endgültigen Durchbruch als Bühnenautor. Von nun an schrieb er ein Stück nach dem anderen: Das Weihnachtsmärchen Schönklärchen (1888), den Lokalschwank Neu-Frankfurt (1889, 1987 unter dem Titel Rendezvous im Palmengarten vom Frankfurter Volkstheater wieder aufgeführt) sowie 17 weitere Stücke zwischen 1890 und 1928.
Während seine Mundartstücke naturgemäß vor allem dem Frankfurter Publikum gefielen, brachte er seine hochdeutschen Dramen u. a. auch an Theatern in Hamburg, Berlin, München und Wien unter. In seinen Dramen Vom gleichen Stamme (Uraufführung 1895 in München) und Die Schuld der Schuldlosen (1896 in Frankfurt, 1898 in Berlin) setzte er sich für die Rechte unehelicher Kinder ein.

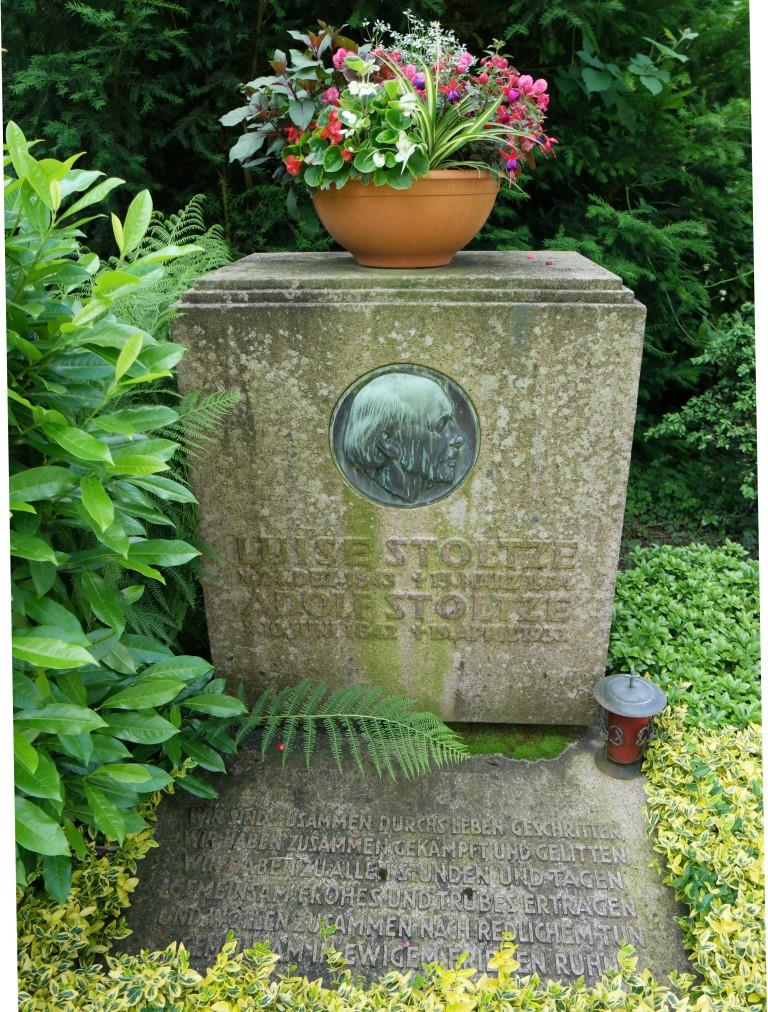
Grab von Carl Adolph Stoltze auf dem Hauptfriedhof in Frankfurt am Main

1906 veröffentlichte Stoltze seinen einzigen Roman Weltstadtbilder, in dem er eigene Erlebnisse aus Berlin verarbeitete. Neben seiner schriftstellerischen Tätigkeit arbeitete er auch weiterhin journalistisch, unter anderem für die Kleine Presse der Frankfurter Zeitung (1905 bis 1925), später auch für den Frankfurter Rundfunk.
In den 1920er-Jahren wurde Stoltze bei einer Umfrage des Frankfurter General-Anzeigers zum populärsten Frankfurter gewählt. Dies war vor allem dem nachhaltigen Erfolg seines berühmtesten Stückes Alt-Frankfurt zu verdanken, wodurch er zum Repräsentanten des Alt-Frankfurter Bürgertums geworden war.
Stoltze lebte von 1896 bis 1933 in einem repräsentativen Wohnhaus in der Miquelstraße 1 (heute Bockenheimer Landstraße 92, Ecke Siesmayerstraße) im Westend. Stoltze starb hochbetagt am 19. April 1933, kurz nach der nationalsozialistischen Machtergreifung. Er wurde unter großer Anteilnahme der Bevölkerung auf dem Hauptfriedhof beigesetzt. Der nationalsozialistische Oberbürgermeister Friedrich Krebs versuchte Stoltzes Popularität zu nutzen.
Nach dem Zweiten Weltkrieg, der 1944 zur vollständigen Zerstörung des alten Frankfurt im Bombenkrieg geführt hatte, wurde Stoltzes Stück Alt-Frankfurt bereits 1948 wieder von den Städtischen Bühnen mit großem Erfolg aufgeführt. Das sogenannte „Alt-Frankfurter Trio“, die Schauspieler Carl Luley, Anny Hannewald und Else Knott weckten beim Publikum wehmütige Erinnerungen. Bis heute ist Alt-Frankfurt das beliebteste Frankfurter Mundartstück geblieben. Stoltzes Grab wird bis heute als städtisches Ehrengrab gepflegt.

## Museum
Im Stoltze-Museum in Frankfurt am Main (in der „neuen Altstadt“, Markt 7), das eigentlich seinem berühmten Vater Friedrich Stoltze gewidmet ist, finden sich auch Bilddokumente, Texte und Möbel aus seinem Nachlass.

## Werke (Auswahl)
- Germanias Trost (1861)
- König Hiarne (1862)
- Ferdinand Schill (1863)
- Kraut und Rüben (1877) (2. Aufl. anno 1878 online – Internet Archive)
- Alt-Frankfurt (1887)
- Neu-Frankfurt (1889) (heute unter dem Titel Rendezvous im Palmengarten aufgeführt)
- Verspekuliert (1892)
- Vom gleichen Stamme (1895)
- Die Schuld der Schuldlosen (1896)
- Der Rentier (1898)
- Gedichte in Frankfurter Mundart (1902) (online – Internet Archive)
- Dodgeschosse (1905)
- Vinzenz Fettmilch (1927)
- Gedichte im Volkston, Verlag Heinrich Stoltze Nachfolger, Frankfurt am Main ca. 1930